# Наумова, Клавдия Михайловна
Клавдия Михайловна Наумова (23 декабря 1940, Магнитогорск) — мастер спорта СССР по спортивной гимнастике, дважды мастер спорта СССР по спортивной акробатике (акробатические прыжки и смешанные пары), заслуженный тренер РСФСР, заслуженный работник физической культуры и спорта России, почетный профессор педагогических наук, почетный гражданин города Орёл, главный тренер Орловской области по спортивной акробатике, судья международной категории. Имя Клавдии Наумовой занесено в Книгу почета города Орла. В ноябре 2018 года Клавдия Михайловна Наумова за выдающиеся заслуги и трудовую доблесть была отмечена Золотым знаком и Почётной грамотой Президента Российской Федерации В. В. Путина.
Спортивные, трудовые и творческие заслуги Клавдии Михайловны давно известны как в России, так и в дальнем зарубежье.

## Биография
Клавдия Наумова родилась 23 декабря 1940 года в Магнитогорске в семье кадрового офицера и медсестры. Была младшей из трёх сестер. Отец Михаил Наумов погиб, когда девочке было 2 года. Семья жила в сильной нужде.
Её первым тренером стала Надежда Павловна Рогова. Вначале она не приняла девочку в секцию из-за её маленького роста и худобы. Но тогда Клавдия Наумова стала заниматься на балконе для зрителей, прячась от тренера, и повторяла те движения, которые другие делали на гимнастическом ковре. Спустя месяц тренер заметила девочку и приняла её в группу. Первые же соревнования Наумовой закончились победой, а к окончанию школы она защитила звание мастера спорта по спортивной гимнастике и вошла в сборную команду страны. Принимала участие в Спартакиаде народов СССР. Из-за травмы колена, стала заниматься акробатикой и защитила норматив мастера спорта в смешанной паре. Окончила Челябинский педагогический институт по специальности преподаватель физической культуры.
Тренерской работой Клавдия Наумова занялась в 1960-х годах. Она стала тренером-преподавателем по спортивной гимнастике и спортивной акробатике в детско-юношеской спортивной школе в Магнитогорске. В сентябре 1967 года переехала в Орел и стала работать в ДЮСШ областного совета ДСО «Труд».
Получила серьёзную травму и повреждение шейных позвонков, спасая ученицу от падения с батута. Врачи диагностировали, что Клавдия больше не сможет заниматься спортом и прописали полную неподвижность в течение месяцев. Но уже спустя неделю после выписки Клавдия Наумова нарушила запрет, стала заниматься аутотренингом, и со временем её ноги вновь обрели чувствительность. Вернуться к тренерской карьере ей помогла встреча с артистом цирка Валентином Дикулем — который после падения с большой высоты смог восстановиться.
В 1999 году стала работать старшим тренером-преподавателем по спортивной акробатике в Школе высшего спортивного мастерства в Орле.
За время своей работы Клавдия Михайловна Наумова воспитала 269 мастеров спорта СССР и России, 28 мастеров спорта международного класса, 22 абсолютных чемпионов Европы и мира в личном и командном зачете, 6 заслуженных мастеров спорта России. Продолжает работать и сегодня[когда?] в Орле в СШОР «Русичи» — возглавляет отделение спортивной акробатики.
Почетный профессор педагогических наук. Имя Наумовой занесено в энциклопедии «Лучшие люди России» и «Лучшие люди Планеты».
В 2007 году стала почетным гражданином города Орёл. За то, чтобы Клавдия Наумова получила это звание, ходатайствовало 32 коллектива. Решение о присвоении звания кандидату было принято единогласно.
Одна из характерных особенностей Клавдии Наумовой — на её занятиях мастера спорта тренируются рядом с начинающими спортсменами, потому что, по словам тренера, это может дать им сильный толчок для развития. Работает в тандеме с хореографом.
Среди известных воспитанников — С. Бабарыкин, А. Самовилова, Э. Перелыгин, А. Степанов, Ю. Харченко, Е. Мельникова и другие. Одна из учениц Клавдии Наумовой — Ирина Васильевна Никитина, исполнительный директор Федерации спортивной акробатики России (ФСАР).
Всероссийские соревнования на Кубок заслуженного тренера России К. М. Наумовой уже 29 лет подряд проходят в Орле.

## Награды
- Орден Дружбы (8 августа 2023) — за заслуги в области физической культуры и спорта, многолетнюю добросовестную работу
- Медаль «За трудовое отличие»
- Медаль «Во славу Орловщины»
- Медаль «80 лет Госкомспорту России»
- Медаль «За заслуги перед Отечеством 2-й степени»